# وعده (فیلم ۲۰۰۵)
وعده (به هندی: Vaada) فیلمی محصول سال ۲۰۰۵ و به کارگردانی ساتیش کایشیک است. در این فیلم بازیگرانی همچون آرجون رامپال، آمیشا پاتل، زاید خان، آلوک نات ایفای نقش کرده‌اند.
خلاصه : دختری( آمیشا پاتل )با یک پسر( زاید خان ) که ویژگی های اخلاقی متضادی با خانواده اش دارد دوست می شود اما این رابطه دوام چندانی ندارد و مدتی بعد او با یک مرد ثروتمند(آرجون رامپال) ازدواج می کند ... •